# عبد السلام المودني
عبد السلام المودني من مواليد الرباط في 5 يونيو 1976، روائي وقاص ومترجم مقيم بالمغرب.

## المؤلفات
- «الدخلاء» (رواية). فاس. المغرب 2003.
- «أتون التيه.. أسطورة أمراء الشمس». رواية. سلا. المغرب. 2004.
- «أفكار وكلمات شفاء الآهات» كتاب مشترك عربي فرنسي مع عباسية نعيمي. فرنسا. 2005.
- «بقايا». مجموعة قصصية. دار الأمان. الرباط. 2007.
- «سم بدون كولسترول». سعد الورزازي. الرباط. 2008.
- «أخناتون الإله اللعين» ترجمة عن الفرنسية لرواية جيلبير سينويه، منشورات الجمل، 2011.
- «محمد علي الفرعون الأخير». ترجمة عن الفرنسية لرواية جيلبير سينويه، منشورات الجمل، 2012.
- الأحمر والأسود.[3]
- السلالة (رواية)، منشورات الجمل، 2025